# Тетюшинов, Григорий Васильевич
Григорий Васильевич Тетюшинов (18 сентября 1826, Астрахань, Российская империя — 9 октября 1894, Астрахань, Российская империя) — русский купец 1-й гильдии, предприниматель, меценат. Почётный гражданин.

## Биография
Григорий Васильевич Тетюшинов не был потомственным купцом; он родился в мещанской семье.
В 1850 году Григорий Тетюшинов начинает заниматься коммерческой деятельностью и уже в 1854 году становится главой основанной им пароходной компании «Тетюшинов и Ко», которая осуществляла грузовые перевозки по Волге. В это же время он основывает в Астрахани первую верфь «железного судостроения», где строит пароходы и баржи с металлическими корпусами. В то время такой тип судостроения был новинкой не только в Астрахани, но и во всей Российской империи. Помимо коммерческих судов на верфи производились также военные и транспортные корабли для Каспийской флотилии.
В течение 40 лет предпринимательской деятельности Тетюшинов помимо судостроения и транспортных перевозок занимался также рыбным промыслом в Каспийском море, винным откупом и переработкой нефти. 12 декабря 1872 года за двадцатилетнее беспорочное пребывание в 1-й купеческой гильдии Григорию Васильевичу Тетюшинову было присвоено почётное гражданство.
Во время половодья 1867 года все постройки на острове, где располагалась Тетюшиновская верфь, были смыты. А половодьем следующего года остров смыло окончательно.
Во второй половине XIX века Тетюшинов известен в Астрахани как благотворитель, меценат и общественный деятель. Он неоднократно избирался почётным членом Попечительства детских приютов, занимал должность директора Николаевского детского приюта (одного из двух в Астрахани), являлся почётным членом Попечительства о бедном учащемся юношестве. В 1879—1890 годах состоял гласным городской думы. По поручению Думы в 1881—1891 годах входил в комиссию по благоустройству волжского рукава Кутум, в 1882 году — по освидетельствованию дноуглубительных работ на рукаве Бахтемир. По направлению Гордумы в 1882—1884 годах служит старшиной Биржевого комитета. В 1885 году избирается членом ревизионной комиссии в Астраханском городском общественном банке. В 1884 году в Астрахани по предложению Тетюшинова был открыт памятник Александру II.
Семейная жизнь купца Тетюшинова не была счастливой. Он был женат на Глафире Ивановне, дочери астраханского купца. Своих детей у пары не было, но в 1860 году к порогу их дома подбросили новорождённую девочку. Супруги оставили её у себя, назвали Елизаветой и воспитали как родную дочь. Когда Лизе исполнилось 16 лет, Григорий Васильевич официально удочерил её.
Умер Григорий Васильевич 9 октября 1894 года.

## Дом купца Тетюшинова

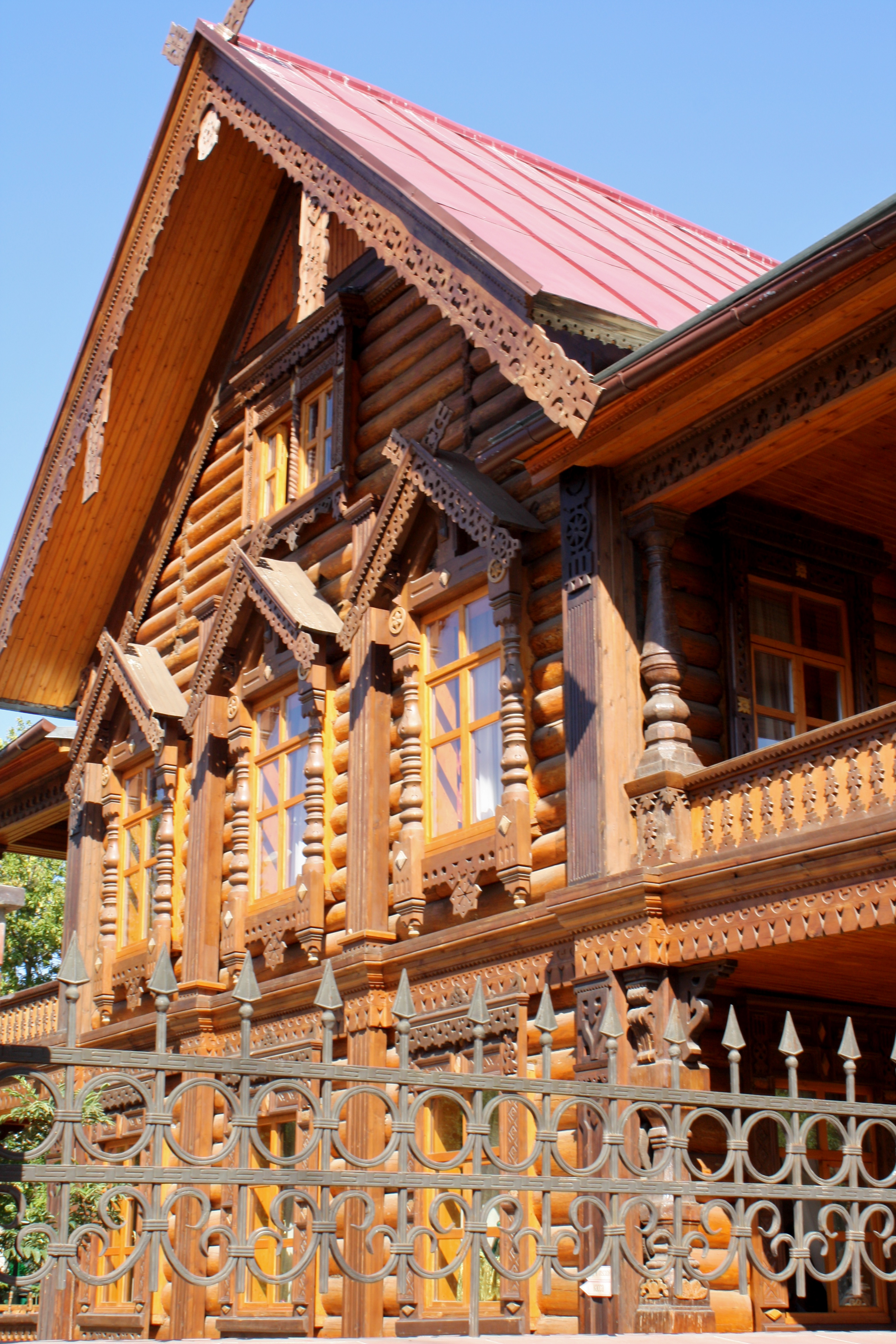
Астрахань. Дом купца Тетюшинова

В 1872 году по заказу Григория Тетюшинова местной плотнично-строительной артелью в «русском стиле» был построен двухэтажный бревенчатый дом со светёлкой в чердачном помещении, с трёх сторон окружённый широкими двухъярусными галереями.
После смерти Тетюшинова дом перешёл во владение к его сестре Марфе Васильевне Сережниковой, а в первой трети XX века — её наследникам. В 1930 году наследники передали дом в ведение города, с этого времени он использовался как коммунальное жилье. В 1993 году жильцов дома отселили, так как межэтажные перекрытия находились в аварийном состоянии. Указом Президента РФ дом в 1995 году был включён в Перечень объектов исторического и культурного наследия федерального значения.
В 2008—2009 годах на средства из федерального бюджета дом отреставрировали и передали в ведение Министерства культуры Астраханской области. С 2010 года здесь расположен музейный центр «Дом купца Г. В. Тетюшинова».